# Estudiantes de La Plata
Az Estudiantes de La Plata az argentínai La Plata labdarúgóklubja. A csapat a 2009-es címvédő, miután megnyerte a 2009-es Copa Libertadores kupát. A csapat jelenlegi címerében tíz csillag látható, melyek hat nemzetközi és négy országos címét jelzik. A klubot, melynek eredeti neve „Club Atlético Estudiantes” volt, 1905. augusztus 4-én alapították azok az egyetemi hallgatók, akiket a Club de Gimnasia y Esgrima La Plata inkább teremsportokat támogató vezetése kihagyott a csapatból.

## Sikerek
Liga Profesional
- Bajnok (6): 1913 FAF, 1967 Metropolitano, 1982 Metropolitano, 1983 Nacional, 2006 Apertura, 2010 Apertura

Argentin Ligakupa
- Győztes (1): 2024

Argentin Kupa
- Győztes (1): 2023

Copa de Competencia Jockey Club
- Döntős (1): 1917

Copa Bullrich
- Győztes (1): 1919

Copa de Competencia (LAF)
- Döntős (1): 1932

Copa Adrián C. Escobar
- Győztes (1): 1944

Copa General Pedro Ramírez
- Győztes (1): 1945

Copa Libertadores
- Győztes (4): 1968, 1969, 1970, 2009

Interkontinentális Kupa
- Győztes (1): 1968

Copa Interamericana
- Győztes (1): 1968